# John Frederick Rowbotham
John Frederick Rowbotham (* 18. April 1854 in Bradford; † 20. Oktober 1925 in Sutton Cheney, Grafschaft Leicestershire) war ein britischer Geistlicher, Komponist und Musikhistoriker.

## Leben
Rowbotham wurde als Sohn eines Pfarrers aus Edinburgh geboren. Nach dem Schulbesuch in Rossall (Grafschaft Lancashire) und der Akademie von Edinburgh studierte er an der University of Oxford Altphilologie und Theologie. Er schloss das Studium mit Auszeichnung ab. Danach studierte er Musik in Oxford, Berlin – hier besucht er drei Jahre lang das Stern’sche Konservatorium – Paris, Dresden und Wien.
Er trat danach in den Dienst der Church of England. Ab 1892 war Rowbotham Vikar in Ratley, ab 1895 in Huntly. Ab 1896 war er Kaplan in Budapest. Im folgenden Jahr kehrte er nach England zurück und war Vikar in Abbotsley, bevor er 1916 nach Sutton Cheney ging, wo er den Rest seines Lebens verbrachte.

## Werk
Nach dem Studium fasste Rowbotham den Entschluss, ein umfassendes Werk der Musikgeschichte zu schreiben. Trotz dessen Umfang von über 1.500 Seiten in den ersten drei erschienenen Bänden gelangte er lediglich von den Anfängen bis zum 11. Jahrhundert.
Rowbotham hinterließ eine Messe für Doppelchor und Orchester sowie zahlreiche Vokalwerke. Daneben verfasste er zahlreiche Zeitschriftenartikel und Beiträge zur Chambers Encyclopaedia. Er war einer der ersten Musikwissenschaftler, die sich systematisch mit der Erforschung der Musik außereuropäischer Ethnien beschäftigte. Er förderte damit die Entstehung der Musikethnologie. Auch wenn nach ihm zahlreiche Schriften zur musikalischen Archäologie, zur Musik der Antike und zum Ursprung der Musikinstrumente, u. a. von Richard Wallaschek, andere Theorien verfolgten, bilden Rowbothams Veröffentlichungen bis in die Gegenwart das Fundament der älteren Musikgeschichte.

## Veröffentlichungen (Auswahl)
- A History of Music. 3 Bdd. Straßburg: Trübner 1885–87
- The Death of Roland. Straßburg: Trübner 1887
- The Private Life of Great Composers. London: Isbister & Co 1892
- A Short History of Music. London: Richard Bentley & Son 1893
- The History of the Troubadours and the Courts of Love. London: Swan Sonnenschein 1895
- The Human Epic. London: Gay & Bird 1903

| Personendaten    | Personendaten                                         |
| ---------------- | ----------------------------------------------------- |
| NAME             | Rowbotham, John Frederick                             |
| KURZBESCHREIBUNG | englischer Geistlicher, Musikhistoriker und Komponist |
| GEBURTSDATUM     | 18. April 1854                                        |
| GEBURTSORT       | Bradford, England                                     |
| STERBEDATUM      | 20. Oktober 1925                                      |
| STERBEORT        | Sutton Cheney, England                                |